# Makati Rebels
I Makati Rebels sono una squadra di football americano di Makati, nelle Filippine.

## Dettaglio stagioni

### Tornei nazionali

#### Campionato

##### ABP/PAFL
| Stagione | regular season | regular season | regular season | regular season | regular season | regular season | playoff | playoff | playoff | playoff | playoff | playoff    | playoff              |
|          | Vin            | Par            | Per            | Tot            | PF             | PS             | Vin     | Per     | Tot     | PF      | PS      | risultato  | avversaria           |
| -------- | -------------- | -------------- | -------------- | -------------- | -------------- | -------------- | ------- | ------- | ------- | ------- | ------- | ---------- | -------------------- |
| 2011     | 3              | 0              | 3              | 6              | 99             | 66             | 0       | 1       | 1       | 0       | 6       | Super Four | San Juan Juggernauts |
| 2012     | 3              | 0              | 3              | 6              | 47             | 43             | -       | -       | -       | -       | -       | -          | -                    |
| 2013-14  | 0              | 0              | 3              | 3              | 0              | 104            | -       | -       | -       | -       | -       | -          | -                    |
| 2014-15  | 3              | 0              | 3              | 6              | 64             | 66             | -       | -       | -       | -       | -       | -          | -                    |
| 2018     | 0              | 0              | 5              | 5              | 18             | 208            | -       | -       | -       | -       | -       | -          | -                    |
| Totale   | 9              | 0              | 17             | 26             | 328            | 487            | 0       | 1       | 1       | 0       | 6       |            |                      |

Fonti: Enciclopedia del Football - A cura di Roberto Mezzetti

### Riepilogo fasi finali disputate
| Anno           | Luogo | Evento | Fase del torneo | Incontro                             | Risultato |
| 23 luglio 2011 |       | ABP    | Super Four      | San Juan Juggernauts - Makati Rebels | 6 - 0     |